# Четырнадцатая проблема Гильберта
Четырнадцатая проблема Гильберта — четырнадцатая из проблем, поставленных Давидом Гильбертом в его знаменитом докладе на II Международном Конгрессе математиков в Париже в 1900 году. Она посвящена вопросу конечной порождённости возникающих при определённых конструкциях колец. Исходная постановка Гильберта была мотивирована работой Маурера, в которой утверждалась конечная порождённость алгебры инвариантов линейного действия алгебраической группы на векторном пространстве; собственно же вопрос Гильберта касался кольца, получаемого пересечением подполя в поле рациональных функций с кольцом многочленов.
Однако вскоре после доклада выяснилось, что работа Маурера содержала ошибку, — и вопрос Гильберта начали рассматривать как вопрос о конечной порождённости алгебр инвариантов линейных алгебраических групп. Неожиданным образом оказалось, что ответ на этот вопрос отрицателен: в 1958 году на конгрессе в Эдинбурге М. Нагата предъявил к нему контрпример
. Им была построена подгруппа в GL(n), алгебра инвариантов которой не является конечно порождённой. Эта конструкция была затем упрощена Стейнбергом в его работе 1997 года.

## Формулировки

### Исходная формулировка Гильберта
14. Доказательство конечности некоторой полной системы функций.
<...> Мауреру недавно удалось распространить доказанные Жорданом и мною теоремы конечности в теории инвариантов на случай, когда инварианты определяются не общей проективной группой, как в обыкновенной теории инвариантов, а произвольной её подгруппой. <...> 
Пусть дано некоторое число m целых рациональных функций {\displaystyle X_{1},...,X_{m}} от переменных {\displaystyle x_{1},\dots ,x_{n}}:
{\displaystyle \left.{\begin{array}{c}X_{1}=f_{1}(x_{1},\dots ,x_{n})\\X_{2}=f_{2}(x_{1},\dots ,x_{n})\\\vdots \\X_{m}=f_{m}(x_{1},\dots ,x_{n})\end{array}}\right\}\qquad \qquad (S)}
Всякая целая рациональная связь между {\displaystyle X_{1},\dots ,X_{m}}, если в неё внесены эти их значения, очевидно, тоже представляет целую рациональную функцию от {\displaystyle x_{1},\dots ,x_{n}}. Вполне, однако, могут существовать дробные рациональные функции от {\displaystyle X_{1},\dots ,X_{m}}, которые после подстановки (S) приведут к целым функциям от {\displaystyle x_{1},\dots ,x_{n}}. Каждую такую функцию <...> я буду называть относительно целой функцией от {\displaystyle X_{1},\dots ,X_{m}}. <...>
Проблема, таким образом, выражается в следующем: установить, всегда ли возможно найти такую конечную систему относительно целых функций от {\displaystyle X_{1},\dots ,X_{m}}, через которую любая другая относительно целая функция выражается целым и рациональным образом. <...>

Иными словами, это вопрос о конечной порождённости алгебры {\displaystyle K\bigcap k[x_{1},\dots ,x_{n}]}, где {\displaystyle K} — порождённое {\displaystyle X_{1},\dots ,X_{n}} поле. Поскольку всякое промежуточное поле {\displaystyle k\subset K\subset k(x_{1},\dots ,x_{n})} является  конечно-порожденым как расширение k, в итоге на современном языке исходная формулировка Гильберта звучит следующим образом:

Пусть {\displaystyle K\subset k[x_{1},\dots ,x_{n}]} — некоторое поле, содержащее основное поле k. Правда ли, что алгебра {\displaystyle K\bigcap k[x_{1},\dots ,x_{n}]} конечно порождена?